# Hypnodendron praenitens
Hypnodendron praenitens là một loài Rêu trong họ Hypnodendraceae. Loài này được (Müll. Hal.) Mitt. mô tả khoa học đầu tiên năm 1882.